# Yuri Confortola
Yuri Confortola (né le 24 avril 1986 à Tirano) est un patineur de vitesse sur piste courte italien.

## Biographie
Il commence le short-track en 1992 au sein du club italien de Bormio.

## Carrière
Aux Jeux olympiques de 2006, il arrive quatrième du relais masculin avec l'équipe nationale italienne.
En 2007, il prend la troisième place des championnats d'Europe.
Aux Jeux olympiques de 2010, il est neuvième au 1000 mètres, treizième du 1500 mètres et trentième du 500 mètres.
Aux Jeux olympiques de 2014, il est quatorzième au 1500 mètres, quinzième au 1000 mètres et 21e au 500 mètres.
En février 2016, il se fracture le tibia et le péroné droits après une chute à l'entraînement.
Aux Championnats du monde de patinage de vitesse sur piste courte 2021 à Dordrecht, il est médaillé de bronze en relais.
Il fait ensuite partie du relais mixte médaillé d'argent aux Jeux olympiques d'hiver de 2022 à Pékin.